# Bourreria mollis
Bourreria mollis es una especie de planta perteneciente a la familia Boraginaceae. Es un árbol o arbusto de distribución amplia desde Costa Rica hasta el sur de México.

## Descripción
Árbol de hasta 8 m de alto con ramitas densamente velutino-pubescentes o con pelos aterciopelados. Peciolos de 6–16 mm de largo, densamente pubescentes con pelos cortos divergentes. Hojas caducas elípticas a elípticas-ovadas, de 3–9 cm de largo y 2–6 cm de ancho, ápice agudo a obtuso, base obtusa o con forma de cuña ancha (cuneada); haz (cara superior) glabro o sin pelos y verde oscuro, inicialmente con pelos diminutos en los nervios pero luego glabrescente; envés densamente velutino-pubescente, con pelos diminutos divaricados y grisáceos.
Inflorescencias de 4–6 cm de ancho, son cimas terminales, paucifloras o multifloras, pedúnculo de unos 4 cm de ancho, ramillas densamente tomentosas (pelos lanosos). Flores sésiles o brevemente pediceladas. Cáliz tubular-campanulado de 5–6 mm de largo, velutino, generalmente 3 lóbulos, deltados a redondeados. Corola tubular con los lóbulos reflexos, 6–10 mm de largo, blanca, 5 lóbulos de hasta 5 mm de largo; filamentos glabros a pubescentes, las anteras oblongas y casi 2 mm de largo; ovario ovoide. Frutos casi 10 mm de largo. Filamentos glabros, exertos, de 5–6 mm de largo. Estilo de 4 mm de largo, ramillas de 2 mm, estigmas disciformes.

## Distribución y hábitat
Se encuentra en Belice, Colombia, Costa Rica, Guatemala, Honduras, México, Nicaragua y Panamá. En México está presente en los estados del sur, en Campeche, Chiapas, Quintana Roo, Tabasco y Yucatán.
Rara, en bosques caducifolios, en la zona pacífica.

## Taxonomía
Bourreria mollis fue descrita por primera vez por Paul Carpenter Standley y publicada en Tropical Woods (1926) 8:5.

### Etimología
Bourreria: nombre genérico que fue otorgado en honor del farmacéutico alemán; Johann Ambrosius Beurer.
mollis: epíteto latino que significa «suave».